# Körsbärsvin
Körsbärsvin är vin tillverkat av körsbär. Körsbärsvin produceras bland annat i Danmark. Förr i tiden kallades det Kirsedrank från tyskans kirsche som betyder körsbär.